# Ninian Edwards

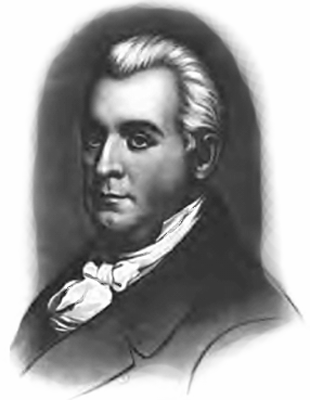
Ninian Edwards

Ninian Edwards (* 17. März 1775 im Montgomery County, Province of Maryland; † 20. Juli 1833 in Belleville, Illinois) war ein US-amerikanischer Politiker (Demokratisch-Republikanische Partei) und von 1809 bis 1818 Territorialgouverneur sowie von 1826 bis 1830 der 3. Gouverneur von Illinois. Außerdem vertrat er den Bundesstaat Illinois im US-Senat.

## Frühe Jahre und politischer Aufstieg
Ninian Edwards war der Sohn von Benjamin Edwards, der im Jahr 1795 für kurze Zeit als Vertreter Marylands dem US-Repräsentantenhaus angehörte. Er besuchte das Dickinson College in Carlisle (Pennsylvania). Nach einem anschließenden Jurastudium und seiner Zulassung als Rechtsanwalt ließ er sich in Russellville (Kentucky) als Anwalt nieder. Im Jahr 1796 wurde Edwards in das Repräsentantenhaus von Kentucky gewählt, in dem er bis 1797 verblieb. Anschließend bekleidete er mehrere Richterstellen, bis er es im Jahr 1808 zum Obersten Richter (Chief Justice) des Staates gebracht hatte. Ein Jahr später, am 24. April 1809, wurde er von US-Präsident James Madison zum Gouverneur des Illinois-Territoriums ernannt. Dieses Amt übte er bis 1818 aus.

## Senator und Gouverneur
Nach dem Ende seiner Amtszeit als Territorialgouverneur wurde Edwards einer der beiden ersten US-Senatoren, die den neuen Staat Illinois im Kongress vertraten. Er blieb bis 1824 in Washington. Anschließend wurde er zum US-Botschafter in Mexiko ernannt. Diesen Posten konnte er aber nicht antreten, weil er in Washington vor einem Untersuchungsausschuss eine Aussage machen musste. Dabei ging es um den Vorwurf, er habe Finanzminister William Harris Crawford beleidigt.
Am 7. August 1826 wurde Edwards dann zum dritten Gouverneur von Illinois gewählt. Seine vierjährige Amtszeit begann am 6. Dezember 1826. Inzwischen war die Hauptstadt des Staates von Kaskaskia nach Vandalia verlegt worden. (1839 sollte sie dann endgültig nach Springfield verlegt werden.) Als Gouverneur von Illinois setzte sich Edwards für die Umsiedlung der Indianer ein, die einer Vertreibung gleichkam. In der Folge ereigneten sich erneute Indianeraufstände. Im Jahr 1827 stellte der Kongress Land für den Bau des Illinois-Michigan-Kanals zur Verfügung. Das war ein Schritt zum Ausbau der Transportwege. Ebenfalls 1827 wurde in Alton mit dem Bau einer Strafanstalt begonnen, die aber erst unter Gouverneur John Reynolds Anfang der 1830er Jahre fertiggestellt werden konnte.
Während der Amtszeit von Edwards wuchs die Einwohnerzahl des Staates rapide an. Noch 1820 lag diese Zahl bei etwas mehr als 55.000, im Jahr 1830 lebten bereits 157.445 Menschen in Illinois. Am 6. Dezember 1830 übergab Edwards das Amt des Gouverneurs an seinen Nachfolger John Reynolds.

## Weiterer Lebenslauf
Nach dem Ende seiner Amtszeit zog sich Ninian Edwards ins Privatleben zurück. Er starb am 20. Juli 1833 in Belleville an der Cholera und wurde dort auch begraben. Seine sterblichen Überreste wurden 1855 nach Springfield überführt und dort beigesetzt. Edwards war mit Elvira Lane verheiratet; ihr Sohn Benjamin wurde ein erfolgreicher Anwalt in Illinois und war politisch als Mitglied der Whigs aktiv.